# Chinalco
Chinalco (Chinees: 中国铝业股份有限公司), ook wel Chalco of Aluminum Corporation of China genoemd, is de grootste producent van aluinaarde en aluminium in de Volksrepubliek China. Chinalco, een staatsbedrijf, heeft een controlerend aandelenbelang van 35% in het beursgenoteerde Chalco.

## Activiteiten
Chalco is actief in de hele aluminiumketen. Het beschikt over eigen bauxietmijnen, produceert aluinaarde en heeft fabrieken voor de productie van aluminium. Verder produceert het kleinere hoeveelheden gallium en koolstof.
Per jaareinde 2017 had het een productiecapaciteit van bijna 17 miljoen ton aluinaarde en 3,9 miljoen ton aluminium. De productie lag in dat jaar op 12,8 miljoen ton en 3,6 miljoen ton respectievelijk. De benodigde bauxiet komt voor de helft uit eigen mijnen en de rest wordt internationaal ingekocht. Voor de productie van 1 ton aluinaarde is 2,3 ton bauxiet nodig. De helft van de geproduceerde aluinaarde werd in de negen eigen smelters verwerkt en de rest werd aan anderen geleverd. De grote hoeveelheden elektriciteit nodig voor de productie van aluminium werd in eigen, met steenkoolgestookte, centrales opgewekt of ingekocht.
In 2017 had Chalco in China een marktaandeel van 20% in de productie van aluinaarde en het produceerde 10% van al het aluminium in het land. In het land zijn 19 producenten van aluminium actief elk met een capaciteit van meer dan 0,5 miljoen ton per jaar. Deze 19 nemen 85% van de totale binnenlandse aluminiumproductie voor hun rekening.

## Eigenaar
Chinalco, een staatsbedrijf, heeft een belang van 35% van de aandelen van het beursgenoteerde aluminiumbedrijf. De rest van de aandelen zijn in handen van particulieren. Het beursgenoteerde deel bestaat uit ongeveer gelijke delen A-aandelen en H-aandelen. De H-aandelen staan genoteerd op de beurs van Hongkong en de A-aandelen op de Shanghai Stock Exchange en alleen Chinezen mogen in A-aandelen beleggen. Verder had het bedrijf een notering aan de New York Stock Exchange, maar deze werd beëindigd in februari 2022. Het bedrijf kreeg de eerste beursnoteringen in december 2001 en in april 2007 volgde de notering aan de Shanghai Stock Exchange.
Begin 2008 nam Chinalco samen met het Amerikaanse Alcoa een belang van 12% in het mijnbouwbedrijf Rio Tinto Group. Daarmee werd een vijandige overname van die laatste door BHP Billiton onmogelijk gemaakt. Per 31 december 2017 had Chinalco, via de dochteronderneming Shining Prospect Pte. Ltd gevestigd in Singapore, nog een belang van 13,1% in Rio Tinto Plc.